# Бокмюль, Роберт Эмиль
Роберт Эмиль Бокмюль (нем. Robert Emil Bockmühl; 10 января 1812, Эльберфельд — 2 ноября 1881, Франкфурт-на-Майне) — немецкий виолончелист и композитор.
Сын крупного барменского фабриканта Иоганна Абрахама Бокмюля (1770—1832). Значительную часть жизни занимался предпринимательской деятельностью во Франкфурте, посвящая музыке лишь свободное время. Тем не менее его профессиональная репутация была достаточно высока для того, чтобы в 1851 году Роберт Шуман пригласил его для консультаций в связи с написанным им Концертом для виолончели с оркестром. Бокмюль предложил Шуману ряд изменений (которые композитор, в основном, отклонил), однако от чести исполнить премьеру этого сочинения уклонился. С 1862 г. жил в Дюссельдорфе.
Автор ряда камерных сочинений и многочисленных переложений для своего инструмента. Бокмюлю посвящена Фантазия на мотивы «Семирамиды» Огюста Франкомма (1844).